# Tanjung Selamat (Darussalam)
Tanjung Selamat is een bestuurslaag in het regentschap Aceh Besar van de provincie Atjeh, Indonesië. Tanjung Selamat telt 4054 inwoners (volkstelling 2010).